# Extreme Rules (2015)
Extreme Rules (2015) foi um evento de luta livre profissional produzido pela WWE e transmitido em formato pay-per-view e pelo WWE Network, que ocorreu em 26 de abril de 2015, no Allstate Arena na cidade de Rosemont, Illinois. Este foi o sétimo evento da cronologia do Extreme Rules e o quarto pay-per-view no calendário de 2015 da WWE.
A temática do Extreme Rules se baseia na realização de combates de luta livre profissional com estipulações hardcore. Ao todo, ocorreram oito lutas no evento (uma delas transmitida no pré-show), produzindo assim um supercard. No evento principal, Seth Rollins derrotou Randy Orton em um combate dentro de uma jaula de aço para manter o Campeonato Mundial dos Pesos-Pesados da WWE. Nos confrontos preliminares, John Cena venceu Rusev numa luta russian chain para reter o Campeonato dos Estados Unidos e Roman Reigns derrotou Big Show em uma combate last man standing.
No geral, o evento recebeu críticas mistas de sites especializados. Os principais pontos negativos destacados foram as lutas pelos títulos dos Estados Unidos e Mundial, classificadas como "medíocres". Em contrapartida, os confrontos pelo Campeonato de Duplas da WWE e entre Reigns e Big Show foram os mais elogiados, sendo que o embate destes últimos receberam as maiores notas nas análises.

## Antes do evento

### Produção
Em 26 de dezembro de 2014, a WWE anunciou que o Extreme Rules de 2015 aconteceria em 26 de abril, no Allstate Arena, em Rosemont, um subúrbio de Chicago, no estado de Illinois. Os ingressos foram colocados à venda em 10 de janeiro de 2015, através do Ticketmaster, com preços variando de US$ 25 à US$ 500. Em pay-per-view, o evento foi vendido por US$ 44,99. Em 30 de março de 2015, também foi anunciado que o WWE Network seria gratuito no mês de abril para todos os novos assinantes, tornando o Extreme Rules no terceiro pay-per-view com a possibilidade de ser assistido de forma gratuita na história da empresa.

### Rivalidades
Extreme Rules teve combates de luta profissional de diferentes lutadores com rivalidades e histórias pré-determinadas, que se desenvolveram no Raw, SmackDown e Main Event — programas de televisão da WWE, tal como nos programas transmitidos pela internet - Superstars e NXT. Os lutadores interpretaram um vilão ou um mocinho seguindo uma série de eventos para gerar tensão, culminando em várias lutas.

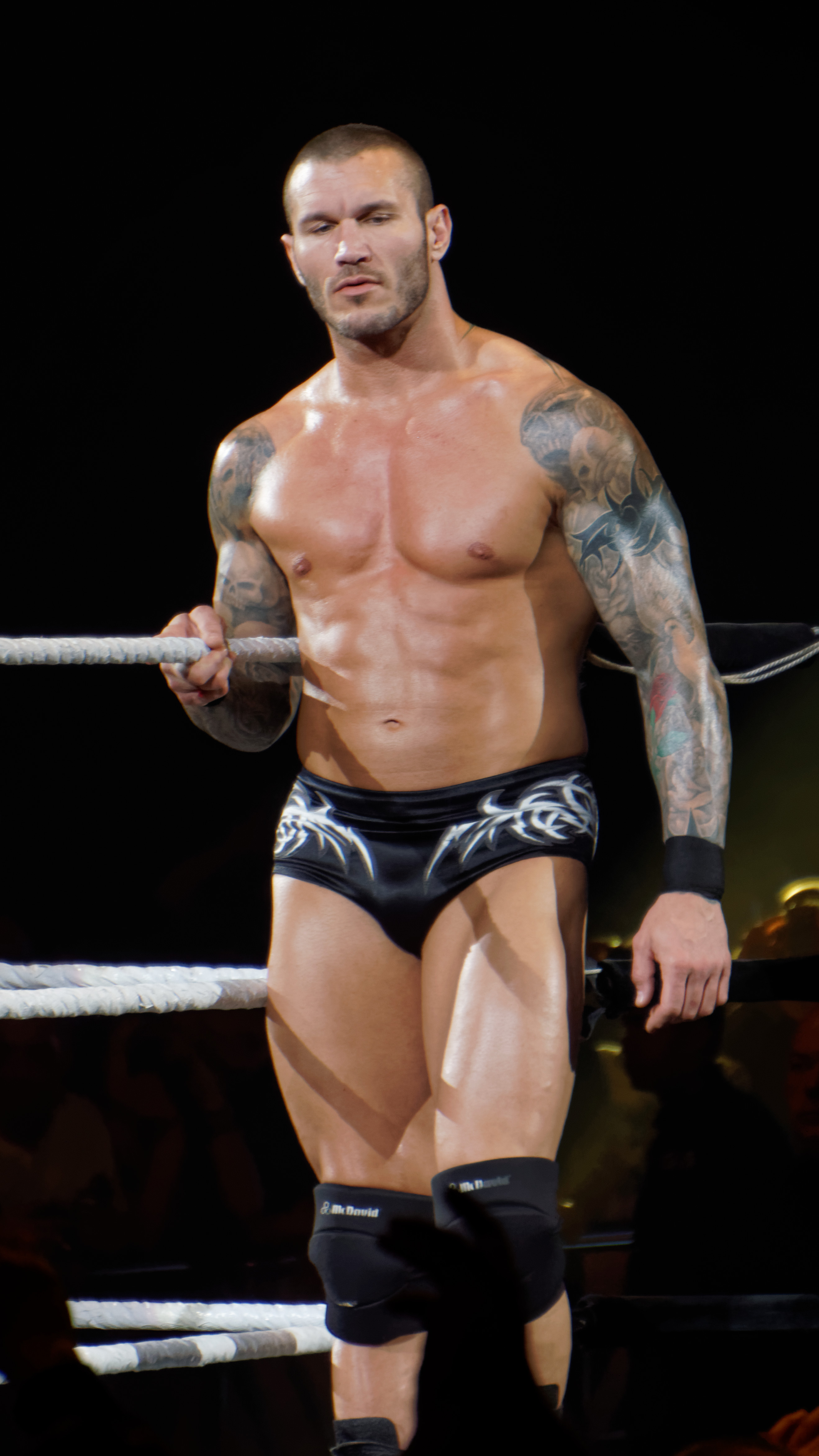
Randy Orton desafiou Seth Rollins pelo Campeonato Mundial dos Pesos-Pesados da WWE no Extreme Rules.

No Raw de 3 de novembro de 2014, Randy Orton sofreu uma lesão (na história) ao ser atacado pelo seu colega e membro da Authority, Seth Rollins. Orton só retornou à televisão no Fastlane em 22 de fevereiro de 2015, quando ele atacou Rollins, Kane e Big Show, também integrantes da Authority. Todavia, nas semanas seguintes, Orton ajudou Rollins a ganhar suas lutas, mas no Raw de 9 de março, ele mais uma vez o atacou. Três dias depois, no SmackDown de 12 de março, Orton desafiou Rollins para um combate na WrestleMania 31, onde acabou vencendo a luta. Mais tarde, no último combate daquele evento, Rollins descontou o seu contrato do Money in the Bank durante o confronto pelo Campeonato Mundial dos Pesos-Pesados da WWE entre Brock Lesnar e Roman Reigns, derrotando-os, ganhando assim o título.
Devido a isso, no SmackDown de 2 de abril, Orton exigiu uma luta pelo campeonato mundial da WWE no Extreme Rules. Porém, no Raw de quatro dias depois, Kane, servindo como diretor de operações da WWE, anunciou que no evento principal daquela noite haveria um combate triple threat entre Orton, Ryback e Roman Reigns para determinar o desafiante ao título de Rollins, que este primeiro ganhou. Na semana seguinte, no Raw de 13 de abril, foi informado que se Rollins e Orton derrotassem seus oponentes naquele dia, poderiam escolher uma estipulação para a luta no Extreme Rules. Enquanto Rollins forçou Kane a lhe ceder a vitória em um confronto entre eles, Orton venceu os campeões de duplas da WWE, Tyson Kidd e Cesaro, em uma luta 2-contra-1. No final do programa, Rollins optou por proibir o movimento de finalização de Orton, o RKO, já este anunciou que ambos se enfrentariam em uma jaula de aço. No Raw de 20 de abril, após Kane discutir com Rollins sobre este merecer ser o campeão da WWE, Triple H, também figura de autoridade na WWE, o anunciou como o "porteiro" do combate.
Após não conseguir vencer a luta Royal Rumble no evento homônimo, o campeão dos Estados Unidos, Rusev, atacou John Cena durante a entrevista que este concedia. Isto gerou uma luta entre ambos no Fastlane pelo título, onde Rusev venceu. Eles se enfrentaram novamente na WrestleMania 31, mas desta vez, Cena obteve a vitória, ganhando o Campeonato dos Estados Unidos, e ainda tornando este combate na primeira derrota de Rusev via pinfall. No SmackDown de 2 de abril, o antigo campeão anunciou que invocaria sua cláusula de revanche pelo título americano no Extreme Rules. No Raw de 13 de abril, após Cena manter o seu campeonato contra Bad News Barrett, Rusev o atacou com uma corrente e em seguida, Lana, sua representante, anunciou que o combate no evento seria uma luta russian chain.
Em rivalidades menores que também culminaram em lutas no Extreme Rules, Bad News Barrett informou que usaria sua cláusula de revanche pelo Campeonato Intercontinental da WWE contra Daniel Bryan Raw de 6 de abril. No SmackDown de 16 de abril, Sheamus desafiou Dolph Ziggler para uma luta "kiss me arse" depois de o atacar por várias semanas; neste mesmo dia, Big Show anunciou no que iria enfrentar Roman Reigns em uma luta last man standing após jogar seu oponente contra um táxi londrino no Raw de três dias antes. Ainda no Raw de 20 abril, foi anunciado que Nikki Bella defenderia o Campeonato das Divas da WWE contra Naomi, Dean Ambrose lutaria contra Luke Harper num combate Chicago street fight e a New Day (dupla formada por Big E e Kofi Kingston) enfrentaria os campeões de duplas Tyson Kidd e Cesaro pelos títulos no evento.

## Evento
| Equipe de transmissão | Equipe de transmissão        |
| Papel:                | Nome:                        |
| --------------------- | ---------------------------- |
| Comentaristas         | John "Bradshaw" Layfield     |
| Comentaristas         | Michael Cole                 |
| Comentaristas         | Jerry Lawler                 |
| Comentaristas         | Carlos Cabrera (espanhol)    |
| Comentaristas         | Marcelo Rodríguez (espanhol) |
| Repórter              | Renee Young                  |
| Anunciadora de ringue | Eden                         |
| Painel de discussão   | Booker T                     |
| Painel de discussão   | Byron Saxton                 |
| Painel de discussão   | Corey Graves                 |
| Painel de discussão   | Renee Young                  |
| Mídias sociais        | Tom Phillips                 |

### Pré-show
Antes do inicio do evento, um pré-show foi transmitido gratuitamente no site da WWE, onde Renee Young anunciou que Daniel Bryan havia se lesionado e não poderia defender o seu Campeonato Intercontinental durante o Extreme Rules, e como resultado, o adversário dele naquele noite, Bad News Barrett, lutaria contra Neville.
Neville e Barrett se enfrentaram ainda no pré-show, e no fim do combate, depois de evitar por duas vezes o movimento de finalização de Barrett, o Bullhammer, Neville conseguiu executar um high kick seguido pelo seu golpe principal, o Red Arrow, e assim conseguiu o pinfall para obter a vitória.

### Lutas preliminares
Na primeira luta da noite, Dean Ambrose enfrentou Luke Harper em uma luta Chicago street fight, da qual não há qualquer tipo de desqualificação, e portanto, as únicas maneiras de vencer seriam por pinfall ou submissão. Rapidamente, os dois lutadores buscaram armas fora do ringue como uma cadeira e uma vara de kendo. Eles foram desferindo golpes um no outro até acabarem na área dos bastidores da arena. Lá, Harper tentou fugir em um carro, mas Ambrose também conseguiu subir neste. Harper acelerou e os dois saíram do recinto. Depois disso, o evento continuou, mas este combate não foi considerado finalizado.
No confronto seguinte, Sheamus lutou contra Dolph Ziggler em uma luta "kiss me arse". Este combate se trata de uma luta simples, onde o perdedor seria obrigado a beijar as nádegas do oponente. Sheamus teve boa vantagem, conseguindo em determinado momento aplicar a submissão Texas Cloverleaf, mas Ziggler conseguiu escapar. No final do combate, Sheamus tentou aplicar seu movimento de finalização Brogue Kick, mas Ziggler reverteu o golpe em um small package a seu favor, de modo que o árbitro realizou a contagem com sucesso e assim ele obteve a vitória. Após perder, Sheamus se recusou a beijar as nádegas de Ziggler e tentou fugir, mas foi impedido pelo juiz. Ele então fingiu que iria cumprir a estipulação, mas ao invés disso, aplicou um golpe baixo e o Brogue Kick em Ziggler, e na sequência, ainda esfregou suas nádegas nele.

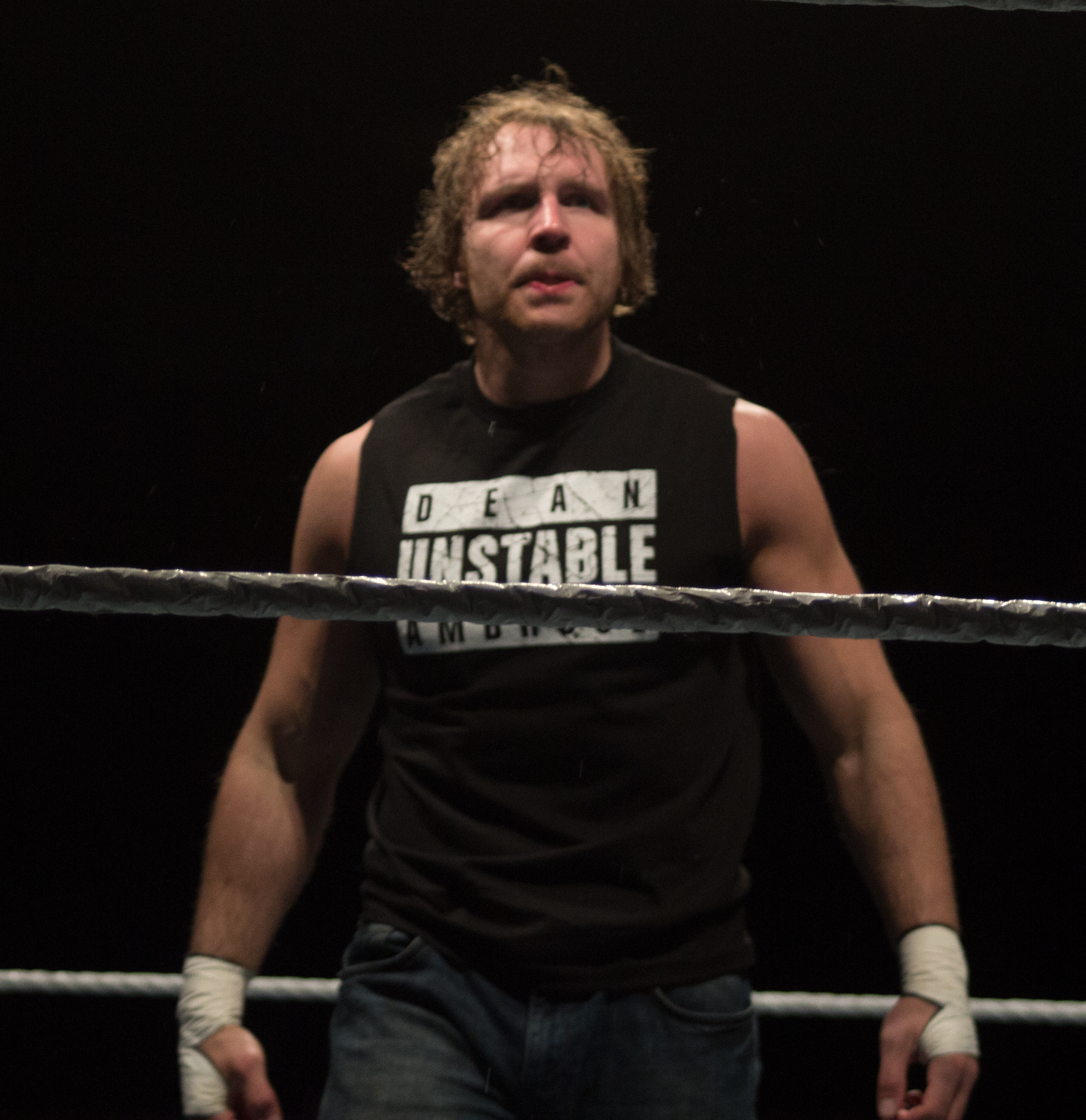
Dean Ambrose lutou contra Luke Harper por quase uma hora em um combate Chicago street fight.

Na terceira luta do evento, Tyson Kidd e Cesaro acompanhados por Natalya, defenderam o Campeonato de Duplas da WWE contra os membros da New Day Big E e Kofi Kingston (que vieram acompanhados por Xavier Woods). Estes últimos ganharam depois de uma distração de Woods, que possibilitou Kingston de realizar o pinfall em Cesaro. Este foi o primeiro reinado da New Day como campeões de duplas, bem como o primeiro reinado individual de Big E e o terceiro de Kofi Kingston.
Depois de vencerem, os novos campeões foram entrevistados nos bastidores por Renee Young. Quando a entrevista já se encaminhava para o final, Harper e Ambrose voltaram a arena no mesmo carro usado mais cedo e assim continuaram a luta, acompanhados por um árbitro. De volta ao ringue, Ambrose jogou várias cadeiras dentro deste, mas Harper o surpreendeu com um Powerbomb; ele tentou o pinfall, mas Ambrose conseguiu quebrar a contagem. Em seguida, Harper jogou todas as cadeiras em cima do seu adversário e tentou um golpe da terceira corda. Entretanto, Ambrose conseguiu sair debaixo da pilha e jogou Harper sobre as cadeiras, para depois aplicar seu movimento de finalização Dirty Deeds, conseguindo realizar o pinfall com sucesso na sequência.
No quarto confronto do Extreme Rules, John Cena defendeu o Campeonato dos Estados Unidos da WWE contra Rusev (que veio acompanhado de sua "representante", Lana) em uma luta russian chain, onde os competidores ficam presos por uma única corrente colocada em um de seus punhos, e o objetivo é tocar os quatro cantos do ringue em sequência para obter a vitória. No inicio, Rusev usou a corrente para poder dar socos em Cena, mas este logo se recuperou e tocou em dois cantos. Rusev também conseguiu atingir dois deles, porém ambos bloquearam a progressão de toques do oponente e a contagem foi reiniciada. No final da luta, eles conseguiram aplicar suas submissões Accolade (Rusev) e STF (Cena), afim de obter vantagem; enquanto Rusev aplicava seu golpe, Cena, na tentativa de escapar, se jogou contra dois cantos do ringue, que foram contabilizados a favor de Rusev. Este último soltou a submissão e ainda conseguiu um terceiro toque, mas não foi capaz de atingir o último canto quando Cena conseguiu puxar a corrente para seu lado, também tocando em três corners. Por fim, com os dois no meio do ringue, Cena aplicou seu movimento de finalização Attitude Adjustment e tocou no quarto canto, vencendo a luta.

### Lutas principais

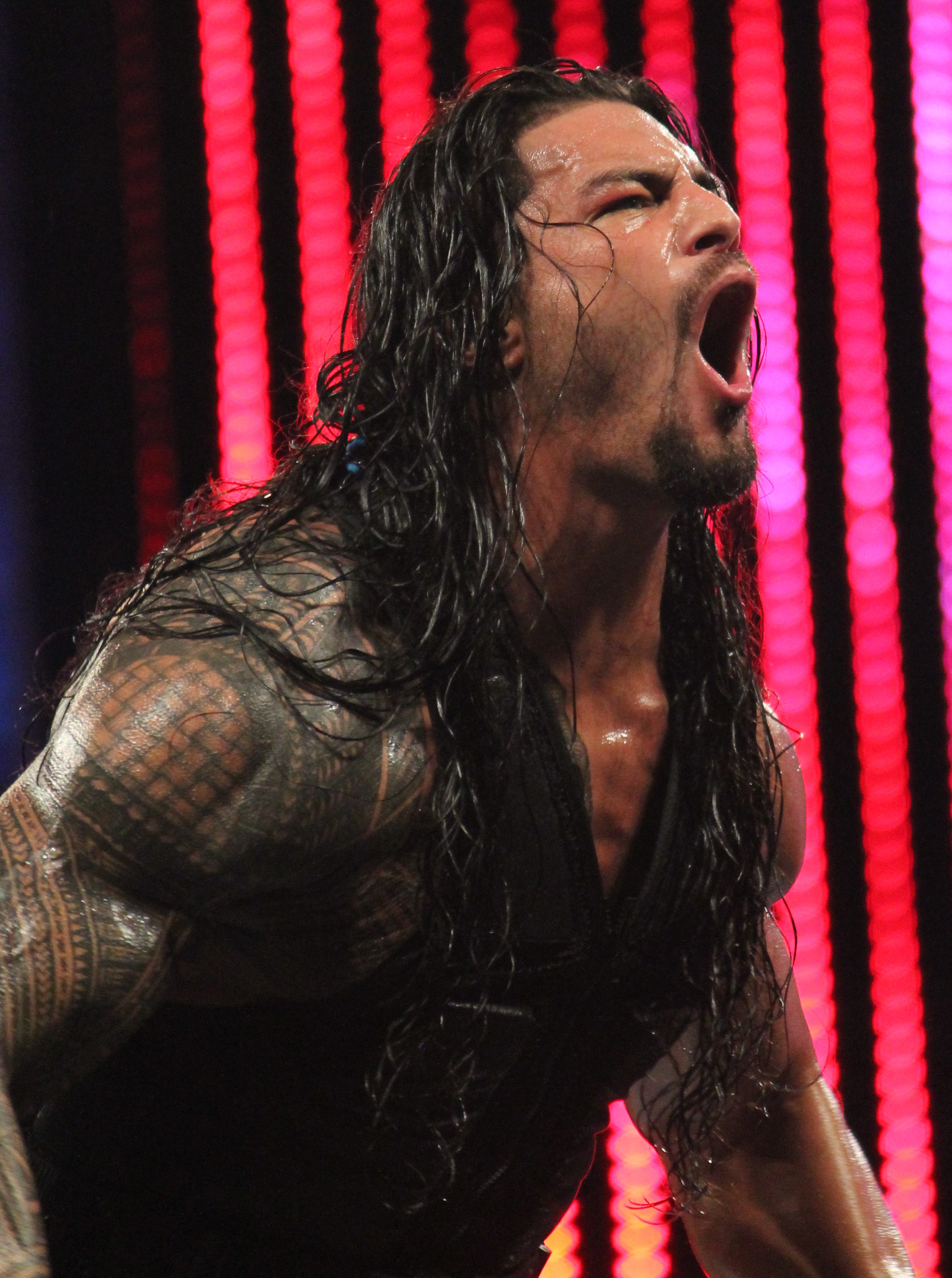
Roman Reigns conseguiu derrotar Big Show em uma luta last man standing.

Na sequência, a campeã das Divas da WWE, Nikki Bella (acompanhada por sua irmã gêmea Brie), defendeu o título contra Naomi. Esta última tentou aplicar seu golpe principal, o Rear View, mas Nikki segurou nas cordas e evitou o golpe. Depois, enquanto a campeã distraia o árbitro, Brie atacou Naomi com um chute na cabeça para depois Nikki aplicar seu movimento de finalização Rack Attack, vencendo a luta e mantendo seu título.
Na penúltima luta da noite, Roman Reigns enfrentou Big Show em uma luta last man standing, que tem como objetivo incapacitar o oponente de se levantar durante uma contagem de dez do árbitro. Como principais momentos, destaca-se quando Reigns aplicou um Samoan Drop em Show contra uma mesa que estava armada no ringue. Em outro ponto do combate, este último conseguiu realizar o Chokeslam em Reigns contra duas mesas no lado de fora do ringue, mas ele conseguiu se levantar antes da contagem de dez. Já na parte final, Reigns conseguiu acertar seu movimento de finalização Spear em Show contra parte da barreira de proteção. Na sequência, ambos subiram na mesa dos comentaristas em inglês e de lá, mais uma vez Reigns aplicou o Spear em Big Show, que caiu sobre a mesa dos comentaristas em espanhol, a quebrando. Por fim, Reigns virou a mesa de comentários em inglês sobre Show, que não conseguiu levantar depois da contagem de dez do árbitro.
Antes da última luta, Bo Dallas veio ao ringue e zombou o público de Chicago. Entretanto, Ryback apareceu e lhe aplicou um Shell Shocked para expulsa-lo e encerrar o segmento.
No evento principal, Seth Rollins defendeu o Campeonato Mundial dos Pesos-Pesados da WWE contra Randy Orton numa luta em uma jaula de aço, que tinha Kane como porteiro. Neste tipo de combate, só é possível vencer por pinfall, submissão ou escapando da jaula. Como estipulação especial, Orton estava proibido de usar seu movimento de finalização, o RKO. Este último começou dominado ao usar a estrutura de aço a seu favor e depois de algumas tentativas de Rollins em fugir, Orton lhe aplicou um Superplex do topo da jaula. Então, Jamie Noble e Joey Mercury,  os seguranças de Rollins, tentaram intervir, mas sem sucesso. Orton ainda conseguiu realizar o movimento de finalização de Triple H, o Pedigree, em Rollins para depois tentar escapar da jaula, pedindo para Kane abrir a porta. O campeão tentado evitar sua saída, chutou-a, acertando Kane acidentalmente. Irritado, este último entrou na jaula e aplicou Chokeslams em todos os envolvidos na luta. Entretanto, Orton para se vigar do acontecido, aplicou um RKO em Kane, mas quando ele se voltou para Rollins, este aplicou o mesmo movimento, para na sequência conseguir escapar da jaula, ganhando a luta.

## Recepção

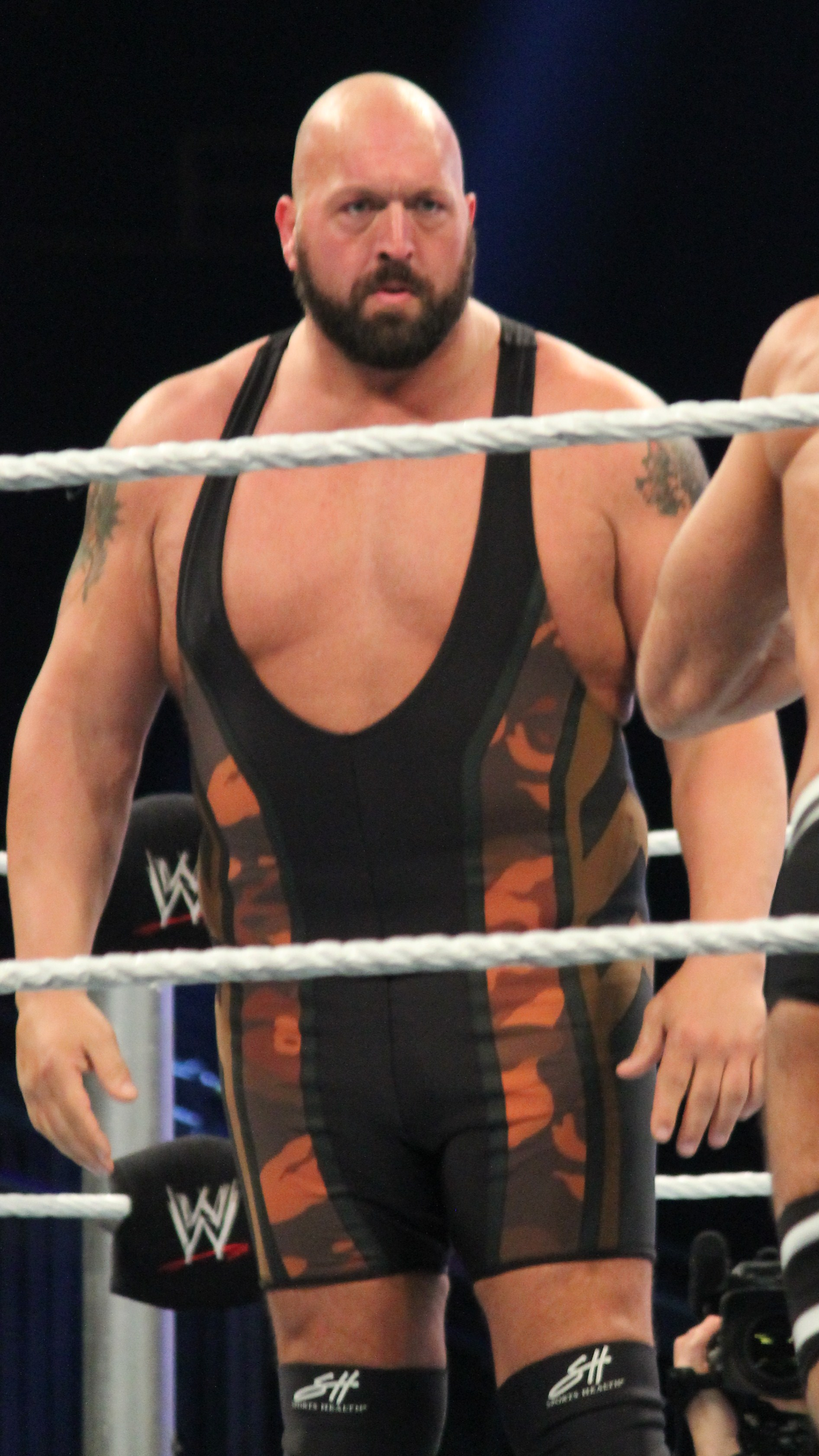
O confronto entre Roman Reigns e Big Show (foto) foi considerado por muitos como a melhor luta do Extreme Rules.

A Allstate Arena recebeu um público total de 14.197 pessoas. O evento teve 56.000 compras (excluindo as visualizações através do WWE Network) em pay-per-view, número abaixo das 108.000 vendas do evento do ano anterior. Desses espectadores, 20 mil compras foram feitas nos Estados Unidos, enquanto as outras 36.000 são a soma das vendas internacionais. O DVD do evento foi lançado em 26 de junho de 2015.
O Extreme Rules de 2015 recebeu criticas mistas. Nolan Howell, escrevendo para a seção de luta livre profissional do site Canadian Online Explorer, deu uma nota dois de cinco estrelas para todo o show, qualificando-o como "bem mediano", afirmando que, apesar de alguns belos confrontos, nenhum realmente se destacou. Individualmente, a melhor luta na opinião de Howell foi a entre Roman Reigns e Big Show, cujo ele classificou com três estrelas e meia de cinco; já a pior, a pelo Campeonato dos Estados Unidos da WWE, que recebeu a nota de uma estrela e um quarto.
John Canton, editor do site The John Report, foi menos crítico com o Extreme Rules, dando ao evento uma nota seis de dez. Ele diz que nenhum dos combates foi ruim, mas que os vencedores dos confrontos mais esperados já eram previsíveis. No entanto, Canton parabenizou as lutas entre Big Show e Roman Reigns e pelo  Campeonato de Duplas da WWE. Kenny Herzog, jornalista da revista Rolling Stone, criticou a produção do show e destacou negativamente a mediocridade do combate pelo Campeonato dos Estados Unidos e do evento principal, mas em contrapartida elogiou as exibições de Reigns e Show, bem como o desempenho atlético de Neville. Dave Meltzer, autor do Wrestling Observer Newsletter, também escolheu a luta last man standing como a luta da noite, atribuído a ela quatro de cinco estrelas.
James Caldwell, do Pro Wrestling Torch Newsletter, avaliou o Extreme Rules como um evento mediano. Ele considerou grande partes das lutas como "sólidas", mas criticou o evento principal e o confronto entre John Cena e Rusev. Caldwell ainda notou que a luta entre Reigns e Big Show foi uma forma da WWE reconstruir a imagem de Reigns depois da sua derrota no WrestleMania 31 e que a história por trás do Campeonato Mundial dos Pesos-Pesados da WWE girava em torno de Kane e da Authority (Triple H e Stephanie McMahon) como "os personagens centrais à custa de todos os outros."

## Após o evento
No Raw de 27 de abril, através de uma votação feita no WWE App, foi decidido que Seth Rollins teria que defender o Campeonato Mundial dos Pesos-Pesados da WWE contra Randy Orton e Roman Reigns no Payback. Uma semana depois, o diretor de operações da WWE, Kane, obrigou Rollins a lutar contra Dean Ambrose com a estipulação de que se este último vencesse, ele seria adicionado ao combate pelo título no evento. Ambrose conseguiu derrotar Rollins, e portanto, foi acrescentado a luta no Payback, tornando-a numa luta fatal 4-way. Neste evento, mais uma vez Rollins conseguiu manter o seu título com as ajudas de Jamie Noble, Joey Mercury e Kane.
Ainda no Raw de 27 de abril, foi dado inicio ao torneio King of the Ring, vencido por Bad News Barrett, após ele derrotar Neville na final, ocorrida em 28 de abril. Estes dois voltaram a se enfrentar no Payback, mas Barrett (chamado agora de "King Barrett") foi novamente derrotado, desta vez por contagem, já que ele se recusou a continuar lutando. Em outras revanches ocorridas no Payback, Sheamus derrotou Dolph Ziggler, John Cena venceu Rusev em uma luta "I Quit" para continuar como campeão dos Estados Unidos, a New Day (Big E e Kofi Kingston) derrotou Tyson Kidd e Cesaro em um combate de duas quedas pelo Campeonato de Duplas da WWE e Naomi se juntou com Tamina para derrotarem as Bella Twins (Brie Bella e Nikki Bella).
Daniel Bryan retornou no Raw de 11 de maio para anunciar que após ser submetido a uma ressonância magnética, ele teria que ficar afastado por um período indeterminado de tempo, e eventualmente, ter de se aposentar e por isso, estava abdicando o Campeonato Intercontinental naquele dia. Portanto, no Elimination Chamber, uma luta homônima foi marcada para decidir um novo campeão. Dolph Ziggler, King Barrett, Mark Henry, R-Truth, Sheamus e Ryback foram os participantes, sendo que este último ganhou a luta e consequentemente, se tornou no novo campeão intercontinental.

## Resultados
| Nº                                          | Resultados                                                                                            | Estipulações | Tempo |
| ------------------------------------------- | --- | --- | ----- |
| Pré- show                                   | Neville derrotou Bad News Barrett                                                                     | Luta individual                                                                                                  | 10:36 |
| 1                                           | Dean Ambrose derrotou Luke Harper                                                                     | Luta Chicago street fight                                                                                        | 56:10 |
| 2                                           | Dolph Ziggler derrotou Sheamus                                                                        | Luta "kiss me arse"                                                                                              | 9:16  |
| 3                                           | The New Day (Big E e Kofi Kingston) (com Xavier Woods) derrotou Tyson Kidd e Cesaro (c) (com Natalya) | Luta de duplas pelo Campeonato de Duplas da WWE                                                                  | 9:47  |
| 4                                           | John Cena (c) derrotou Rusev (com Lana)                                                               | Luta russian chain pelo Campeonato dos Estados Unidos da WWE                                                     | 13:35 |
| 5                                           | Nikki Bella (c) (com Brie Bella) derrotou Naomi                                                       | Luta individual pelo Campeonato das Divas da WWE                                                                 | 7:18  |
| 6                                           | Roman Reigns derrotou Big Show                                                                        | Luta last man standing                                                                                           | 19:46 |
| 7                                           | Seth Rollins (c) derrotou Randy Orton                                                                 | Luta em uma jaula de aço pelo Campeonato Mundial dos Pesos-Pesados da WWE com Kane como porteiro e o RKO banido. | 21:02 |
| (c) – Refere-se aos campeões antes da luta. | | |       |